# Jens Jacob Tychsen
Jens Jacob Tychsen (Aarhus, 19 novembre 1975) è un attore, doppiatore e direttore del doppiaggio danese.

## Filmografia

### Cinema
- Lad de små børn - regia di Paprika Steen (2004)
- Strings - regia di Anders Rønnow Klarlund (2005)
- Paddington - regia di Paul King (2014)

### Televisione
- Rejseholdet (2 episodi) - serie TV (2002)
- Krøniken (1 episodio) - serie TV (2010)
- The Killing (10 episodi) (2009)
- Borgen - Il potere - serie TV (2011-2012)
- Seaside Hotel - serie TV (2014-)

## Doppiaggio
- Ian Hart in Harry Potter e la pietra filosofale (1997)
- Hercules in Hercules (1997)
- Kermit in Il mondo di Elmo 1998)
- SpongeBob SquarePants in SpongeBob (1999-)
- Dukey in Johnny Test (2005)
- Simon in Alvin Superstar (2007)
- Randall Boggs in Monsters University (2013)
- Mr. Clean in Kitty Is Not a Cat (2018)

## Direzione del doppiaggio
- Il mondo di Elmo (1999)
- Play with Me Sesame (2002)